# Commander (États-Unis)
Pour les articles homonymes, voir Commander.

L'insigne général d'officier O-5 des forces armées américaines servant notamment pour les Commander.

Le grade de commander est un grade militaire américain. Il est utilisé dans les branches navales des forces armées des États-Unis, la United States Navy et la United States Coast Guard, mais aussi au sein du National Oceanic and Atmospheric Administration Commissioned Officer Corps, du Corps du service de Santé publique des États-Unis (en) et du Service Maritime des États-Unis (en)

## Hiérarchie
L'indice de rémunération (pay grade) de commander est O-5, et son code Otan est OF-4. Il correspond ainsi au grade de lieutenant colonel au sein des trois autres services à vocation terrestre ou aérienne. Il est équivalent à celui de capitaine de frégate dans la marine française.

## Fonctions et emplois
Deuxième plus haut grade d'officier supérieur de l'US Navy, le commander peut commander une frégate, un destroyer, un sous-marin nucléaire d'attaque, un bâtiment amphibie de taille moyenne, une flottille de l'aéronautique navale (en), une équipe de nageurs de combat (SEAL) ou bien faire partie d'un état-major (embarqué ou à terre) ou encore de diriger un service à terre ou d'y servir.
Avant 1838, l'équivalent du grade de commander était celui de master commandant.

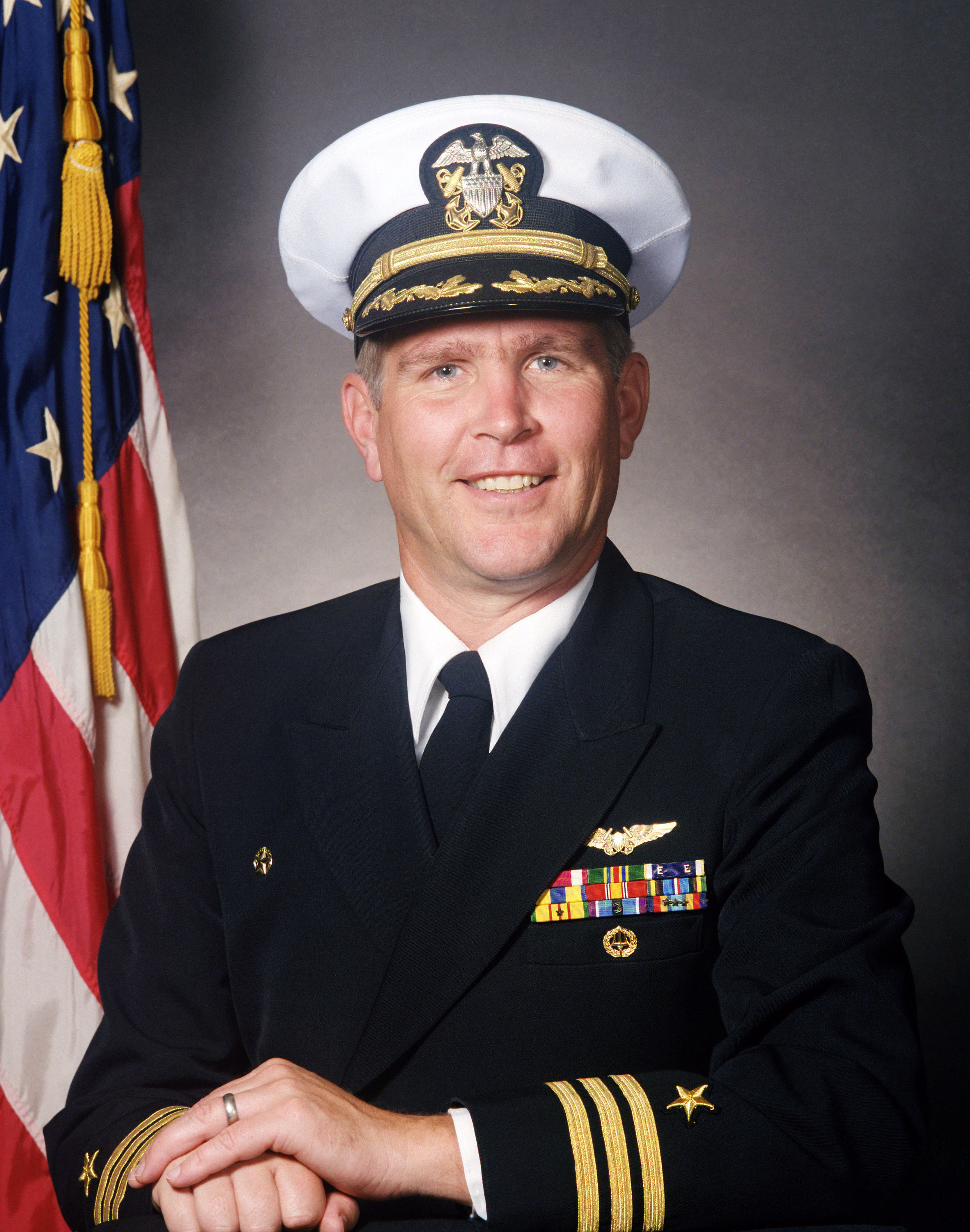
Le Commander Christopher Remshak de la United States Navy.
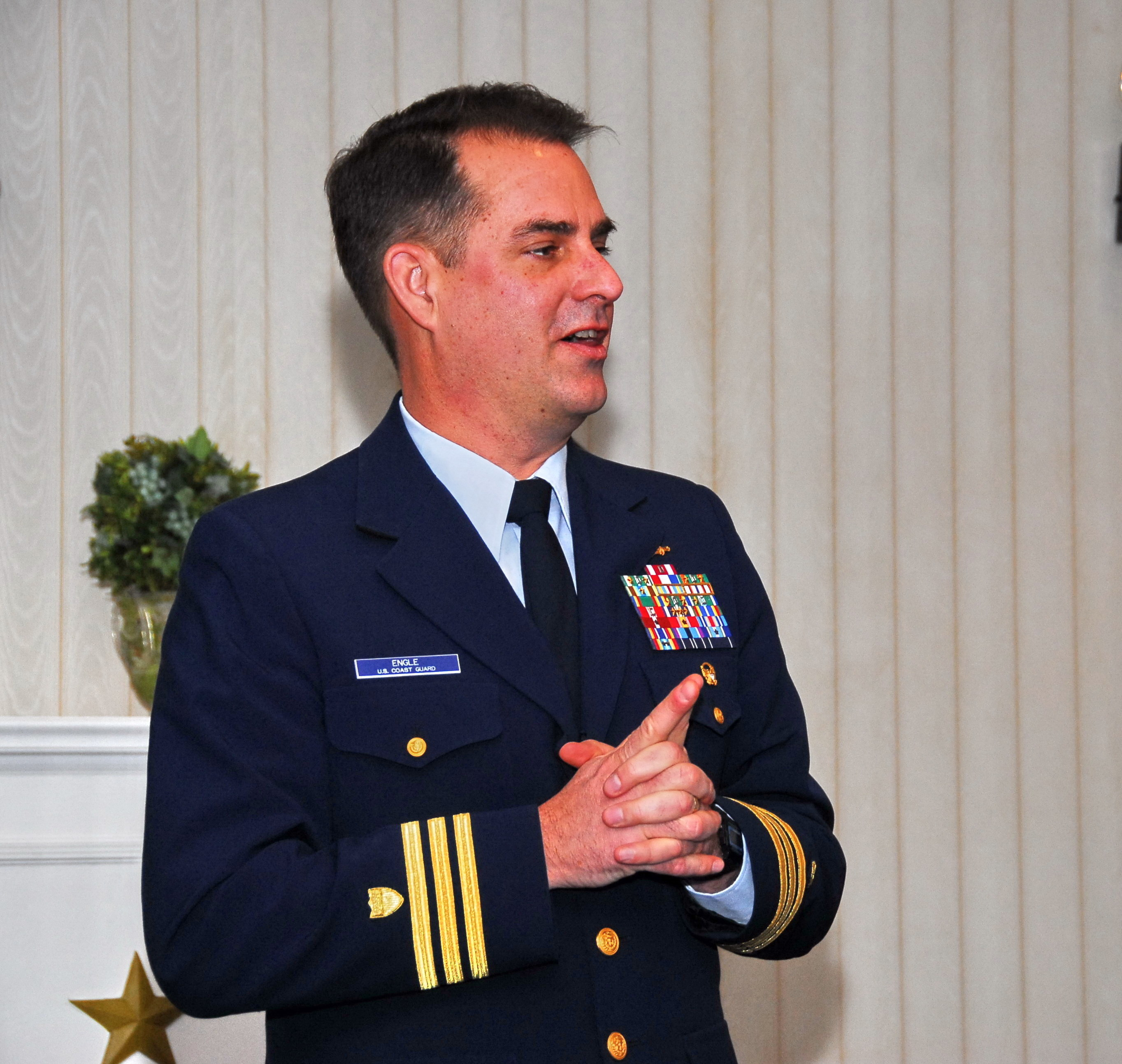
Le Commander Robert A. Engle de la United States Coast Guard.